# Рыбальское (Одесская область)
Рыбальское (укр. Рибальське) — село, относится к Татарбунарскому району Одесской области Украины.
Население по переписи 2001 года составляло 604 человека. Почтовый индекс — 68132. Телефонный код — 4844. Занимает площадь 1,16 км². Код КОАТУУ — 5125084201.

## История
В 1945 г. Указом ПВС УССР село Мартаза переименовано в Рыбальское.

## Местный совет
68132, Одесская обл., Татарбунарский р-н, с. Рыбальское, ул. Ленина, 3